# Ankaramena (Haute Matsiatra)
Ankaramena is een plaats en commune in het zuiden van Madagaskar, behorend tot het district Ambalavao, dat gelegen is in de regio Haute Matsiatra. Tijdens een volkstelling in 2001 telde de plaats 6.700 inwoners.
De plaats biedt naast lager onderwijs ook middelbaar onderwijs aan. 70 % van de bevolking werkt als landbouwer en 25 % houdt zich bezig met veeteelt. De belangrijkste landbouwproducten zijn rijst en maniok; ander belangrijk product is mais. Verder is 5 % actief in de dienstensector.